# Municipio de Singuilucan
El municipio de Singuilucan es uno de los ochenta y cuatro municipios que conforman el estado de Hidalgo en México. La cabecera municipal y localidad más poblada es Singuilucan.
El municipio se localiza al sureste del territorio hidalguense entre los paralelos 19° 52′ y 20° 8′ de latitud norte; los meridianos 98° 21′ y 98° 38′ de longitud oeste; con una altitud entre 2400 y 3100 m s. n. m. Este municipio cuenta con una superficie de 420.22 km², y representa el 2.02 % de la superficie del estado; dentro de la región geográfica denominada como los Llanos de Apan y algunas secciones al Valle de Tulancingo y la Comarca Minera.
Colinda al norte con los municipios de Omitlán de Juárez, Huasca de Ocampo, Acatlán, Tulancingo de Bravo y Santiago Tulantepec de Lugo Guerrero; al este con los municipios de Santiago Tulantepec de Lugo Guerrero y Cuautepec de Hinojosa; al sur con los municipios de Tepeapulco, Tlanalapa y Zempoala; al oeste con los municipios de Zempoala y Epazoyucan.

## Toponimia
El nombre Singuilucan proviene del náhuatl Tzoquitl ‘lodo’, yutl ‘los que pertenecen’ y can ‘lugar’, por lo que su significado sería: ‘Lugar de mucho lodo’.

## Geografía

### Relieve e hidrográfica
En cuanto a fisiografía se encuentra dentro de las provincias del Eje Neovolcánico; dentro de la subprovincia Lagos y Volcanes de Anáhuac (81.0%) y Llanuras y Sierras de Querétaro e Hidalgo (19.0%). Su territorio es lomerío (50.0%), llanura (31.0%) y sierra (19.0%).
En cuanto a su geología corresponde al periodo neógeno (86.0%) y cuaternario (13.47%). Con rocas tipo ígnea extrusiva: basalto (57.0%), toba ácida (19.0%), andesita (7.0%), brecha volcánica básica (4.0%) y toba ácida-brecha volcánica ácida (3.0%); suelo: aluvial (9.47%). En cuanto a cuanto a edafología el suelo dominante es phaeozem (55.47%), umbrisol (24.0%), luvisol (8.0%), regosol (5.0%), vertisol (4.0%) y leptosol (3.0%).
En lo que respecta a la hidrología se encuentra posicionado en la región hidrológica del Pánuco; en las cuencas del río Moctezuma; dentro de las subcuenca del río Metztitlán (44.0%), río Tezontepec (43.0%) y lgunas de Tochac y Tecocomulco (13.0%). Existen veintiún cuerpos de agua, y dos manantiales, uno está situado en un lugar llamado Las Canoas, en la comunidad de Francisco I. Madero, el otro en Las Fuentes; en la Cabecera municipal.

### Clima
El territorio municipal se encuentran los siguientes climas con su respectivo porcentaje: Templado subhúmedo con lluvias en verano, de humedad media (41.0%), semifrío subhúmedo con lluvias en verano, de mayor humedad (19.0%), templado subhúmedo con lluvias en verano, de menor humedad (18.0%), templado subhúmedo con lluvias en verano, de mayor humedad (13.0%) y semiseco templado (9.0%). Con una temperatura media anual de 13° a 15° grados centígrados. Los periodos de heladas se presentan durante los meses de enero a marzo y las temporadas de lluvias entre mayo y septiembre, con una precipitación pluvial de 500 a 800 mm.

### Ecología
La flora en el municipio se compone de árboles como ocote, oyamel, encino, sabino, pino. En las zonas áridas es común encontrar cierto tipo de cactáceas. La fauna está compuesta por conejo, zorrillo, tlacuache, paloma, ardilla, codorniz, víbora de cascabel, camaleón, lechuza, tejón, liebre y águilas.

## Demografía

### Población
De acuerdo a los resultados que presentó el Censo Población y Vivienda 2020 del INEGI, el municipio cuenta con un total de 15 142 habitantes, siendo 7379 hombres y 7763 mujeres. Tiene una densidad de 36.0 hab/km², la mitad de la población tiene 29 años o menos, existen 95 hombres por cada 100 mujeres.
El porcentaje de población que habla lengua indígena es de 0.21 %, el porcentaje de población que se considera afromexicana o afrodescendiente es de 0.73 %. Tiene una Tasa de alfabetización de 99.0 % en la población de 15 a 24 años, de 89.8 % en la población de 25 años y más. El porcentaje de población según nivel de escolaridad, es de 7.4 % sin escolaridad, el 65.2 % con educación básica, el 19.1 % con educación media superior, el 8.2 % con educación superior, y 0.1 % no especificado.
El porcentaje de población afiliada a servicios de salud es de 52.6 %. El 26.2 % se encuentra afiliada al IMSS, el 62.5 % al INSABI, el 3.9 % al ISSSTE, 5.1 % IMSS Bienestar, 0.3 % a las dependencias de salud de PEMEX, Defensa o Marina, 2.1 % a una institución privada, y el 0.7 % a otra institución. El porcentaje de población con alguna discapacidad es de 4.6 %. El porcentaje de población según situación conyugal, el 31.3 % se encuentra casada, el 30.7 % soltera, el 27.0 % en unión libre, el 5.4 % separada, el 0.8 % divorciada, el 4.8 % viuda.
Para 2020, el total de viviendas particulares habitadas es de 4096 viviendas, representa el 0.5 % del total estatal. Con un promedio de ocupantes por vivienda 3.7 personas. Predominan las viviendas con tabique y block. En el municipio para el año 2020, el servicio de energía eléctrica abarca una cobertura del 98.9 %; el servicio de agua entubada un 52.0 %; el servicio de drenaje cubre un 93.9 %; y el servicio sanitario un 95.7 %.

### Localidades
Para el año 2020, de acuerdo al Catálogo de Localidades, el municipio cuenta con 109 localidades.
| Código INEGI | Localidad                                        | Población (2020) | Porcentaje (%) | Ámbito Población | Categoría Población |
| ------------ | ------------------------------------------------ | ---------------- | -------------- | ---------------- | ------------------- |
| 130570001    | Singuilucan                                      | 4805             | 31.73          | Urbana           | Cabecera municipal  |
| 130570024    | El Susto                                         | 640              | 4.23           | Rural            | Comunidad           |
| 130570022    | Segundas Lajas                                   | 616              | 4.07           | Rural            | Comunidad           |
| 130570181    | La Rosa                                          | 512              | 3.38           | Rural            | Comunidad           |
| 130570014    | Matías Rodríguez                                 | 389              | 2.57           | Rural            | Ranchería           |
| 130570010    | Francisco I. Madero                              | 357              | 2.36           | Rural            | Ranchería           |
| 130570007    | La Comunidad                                     | 330              | 2.18           | Rural            | Ranchería           |
| 130570008    | Cuatro Palos                                     | 302              | 1.99           | Rural            | Ranchería           |
| 130570021    | Santa Ana Chichicuautla                          | 295              | 1.95           | Rural            | Ranchería           |
| 130570137    | Las Fuentes [Fraccionamiento]                    | 284              | 1.88           | Rural            | Ranchería           |
| 130570002    | Alfajayucan                                      | 268              | 1.77           | Rural            | Ranchería           |
| 130570005    | Caraballo                                        | 265              | 1.75           | Rural            | Ranchería           |
| 130570033    | Texcaltitla                                      | 250              | 1.65           | Rural            | Ranchería           |
| 130570070    | San Rafael Amolucan                              | 245              | 1.62           | Rural            | Ranchería           |
| 130570060    | Las Palomas                                      | 243              | 1.60           | Rural            | Ranchería           |
| 130570011    | La Gloria                                        | 239              | 1.58           | Rural            | Ranchería           |
| 130570012    | Jalapilla                                        | 226              | 1.49           | Rural            | Ranchería           |
| 130570036    | La Joya                                          | 224              | 1.48           | Rural            | Ranchería           |
| 130570065    | La Gloria                                        | 217              | 1.43           | Rural            | Ranchería           |
| 130570018    | Plutarco Elías Calles                            | 198              | 1.31           | Rural            | Ranchería           |
| 130570023    | Somorriel                                        | 191              | 1.26           | Rural            | Ranchería           |
| 130570185    | Las Palomas Segunda Sección                      | 176              | 1.16           | Rural            | Ranchería           |
| 130570073    | El Varal                                         | 166              | 1.10           | Rural            | Ranchería           |
| 130570120    | El Sustito                                       | 162              | 1.07           | Rural            | Ranchería           |
| 130570117    | Rincón del Puerto                                | 157              | 1.04           | Rural            | Ranchería           |
| 130570169    | El Mirador                                       | 149              | 0.98           | Rural            | Ranchería           |
| 130570176    | Arboledas                                        | 146              | 0.96           | Rural            | Ranchería           |
| 130570170    | Ampliación Alfajayucan                           | 141              | 0.93           | Rural            | Ranchería           |
| 130570053    | San Martín el Coyote                             | 136              | 0.90           | Rural            | Ranchería           |
| 130570093    | La Lagunita                                      | 133              | 0.88           | Rural            | Ranchería           |
| 130570157    | La Peña                                          | 122              | 0.81           | Rural            | Ranchería           |
| 130570116    | Rincón del Agua                                  | 113              | 0.75           | Rural            | Ranchería           |
| 130570049    | La Conchita (La Cantera)                         | 109              | 0.72           | Rural            | Ranchería           |
| 130570174    | Los Patos [Colonia]                              | 103              | 0.68           | Rural            | Ranchería           |
| 130570028    | San Joaquín                                      | 103              | 0.68           | Rural            | Ranchería           |
| 130570016    | La Paila                                         | 100              | 0.66           | Rural            | Ranchería           |
| 130570025    | San Nicolás Tecoaco                              | 97               | 0.64           | Rural            | Ranchería           |
| 130570026    | El Cebadal                                       | 95               | 0.63           | Rural            | Ranchería           |
| 130570019    | Poza Rica                                        | 86               | 0.57           | Rural            | Ranchería           |
| 130570094    | Ampliación el Varal                              | 83               | 0.55           | Rural            | Ranchería           |
| 130570004    | Buenavista                                       | 83               | 0.55           | Rural            | Ranchería           |
| 130570066    | San Cristóbal el Chico                           | 75               | 0.50           | Rural            | Ranchería           |
| 130570055    | Las Galeras                                      | 74               | 0.49           | Rural            | Ranchería           |
| 130570182    | El Tesoro                                        | 71               | 0.47           | Rural            | Ranchería           |
| 130570167    | Los Pinos                                        | 69               | 0.46           | Rural            | Ranchería           |
| 130570015    | Mirasoles                                        | 69               | 0.46           | Rural            | Ranchería           |
| 130570003    | Amolucan                                         | 68               | 0.45           | Rural            | Ranchería           |
| 130570150    | Ampliación el Sustito                            | 67               | 0.44           | Rural            | Ranchería           |
| 130570009    | La Estancia                                      | 66               | 0.44           | Rural            | Ranchería           |
| 130570048    | Sabanetas                                        | 61               | 0.40           | Rural            | Ranchería           |
| 130570131    | Xuchipango                                       | 60               | 0.40           | Rural            | Ranchería           |
| 130570096    | Las Marianas                                     | 54               | 0.36           | Rural            | Ranchería           |
| 130570175    | Mirasoles Parte Alta                             | 52               | 0.34           | Rural            | Ranchería           |
| 130570165    | El Chichimeco                                    | 50               | 0.33           | Rural            | Ranchería           |
| 130570152    | Hacienda Alfajayucan                             | 49               | 0.32           | Rural            | Ranchería           |
| 130570121    | La Herradura                                     | 46               | 0.30           | Rural            | Ranchería           |
| 130570166    | Estación San Vicente                             | 44               | 0.29           | Rural            | Ranchería           |
| 130570168    | Jagüey Viejo                                     | 40               | 0.26           | Rural            | Ranchería           |
| 130570074    | La Venta Colorada                                | 37               | 0.24           | Rural            | Ranchería           |
| 130570133    | El Nopalillo                                     | 34               | 0.22           | Rural            | Ranchería           |
| 130570031    | La Estancia (La Mora)                            | 34               | 0.22           | Rural            | Ranchería           |
| 130570162    | Las Trojes                                       | 34               | 0.22           | Rural            | Ranchería           |
| 130570063    | La Raya                                          | 31               | 0.20           | Rural            | Ranchería           |
| 130570161    | Tepetongo                                        | 28               | 0.18           | Rural            | Ranchería           |
| 130570030    | Francisco I. Madero (Colonia Agrícola) [Colonia] | 25               | 0.17           | Rural            | Ranchería           |
| 130570155    | Las Minas                                        | 24               | 0.16           | Rural            | Ranchería           |
| 130570154    | Loma del Toro                                    | 24               | 0.16           | Rural            | Ranchería           |
| 130570034    | Aguayutla                                        | 22               | 0.15           | Rural            | Ranchería           |
| 130570075    | La Virgen                                        | 22               | 0.15           | Rural            | Ranchería           |
| 130570044    | Tecanecapa                                       | 17               | 0.11           | Rural            | Ranchería           |
| 130570144    | Cerro Colorado                                   | 16               | 0.11           | Rural            | Ranchería           |
| 130570145    | Colonia del Bosque                               | 14               | 0.09           | Rural            | Ranchería           |
| 130570110    | Los Gorriones                                    | 14               | 0.09           | Rural            | Ranchería           |
| 130570149    | Cuatro Vientos                                   | 11               | 0.07           | Rural            | Ranchería           |
| 130570079    | Monte Quieto                                     | 11               | 0.07           | Rural            | Ranchería           |
| 130570082    | La Colmena                                       | 10               | 0.07           | Rural            | Ranchería           |
| 130570160    | Santa Rosa                                       | 10               | 0.07           | Rural            | Ranchería           |
| 130570027    | Tlalayote                                        | 10               | 0.07           | Rural            | Ranchería           |
| 130570183    | El Carmen [Rancho]                               | 9                | 0.06           | Rural            | Ranchería           |
| 130570101    | El Paraíso                                       | 9                | 0.06           | Rural            | Ranchería           |
| 130570067    | La Reforma (San Isidro)                          | 9                | 0.06           | Rural            | Ranchería           |
| 130570141    | La Palma                                         | 8                | 0.05           | Rural            | Ranchería           |
| 130570142    | La Providencia                                   | 8                | 0.05           | Rural            | Ranchería           |
| 130570068    | San José                                         | 8                | 0.05           | Rural            | Ranchería           |
| 130570132    | El Encinal                                       | 7                | 0.05           | Rural            | Ranchería           |
| 130570108    | La Esmeralda                                     | 7                | 0.05           | Rural            | Ranchería           |
| 130570180    | Villas del Sol                                   | 7                | 0.05           | Rural            | Ranchería           |
| 130570179    | San Francisco Londres                            | 6                | 0.04           | Rural            | Ranchería           |
| 130570114    | El Venado                                        | 5                | 0.03           | Rural            | Ranchería           |
| 130570086    | La Gaspareña                                     | 5                | 0.03           | Rural            | Ranchería           |
| 130570050    | Los Ángeles (La Paila)                           | 5                | 0.03           | Rural            | Ranchería           |
| 130570032    | Tlazala                                          | 5                | 0.03           | Rural            | Ranchería           |
| 130570059    | El Sueño (Los Morales)                           | 4                | 0.03           | Rural            | Ranchería           |
| 130570057    | Jagüey Alto                                      | 4                | 0.03           | Rural            | Ranchería           |
| 130570106    | La Conchita                                      | 4                | 0.03           | Rural            | Ranchería           |
| 130570080    | Las Cruces                                       | 4                | 0.03           | Rural            | Ranchería           |
| 130570058    | Minillas                                         | 4                | 0.03           | Rural            | Ranchería           |
| 130570164    | Altamira                                         | 3                | 0.02           | Rural            | Ranchería           |
| 130570136    | El Jazmín                                        | 3                | 0.02           | Rural            | Ranchería           |
| 130570156    | Las Palmas                                       | 3                | 0.02           | Rural            | Ranchería           |
| 130570143    | Los Rosales                                      | 3                | 0.02           | Rural            | Ranchería           |
| 130570105    | San Pedro                                        | 3                | 0.02           | Rural            | Ranchería           |
| 130570046    | Chapultepec                                      | 2                | 0.01           | Rural            | Ranchería           |
| 130570153    | La Ladrillera                                    | 2                | 0.01           | Rural            | Ranchería           |
| 130570172    | La Pradera                                       | 2                | 0.01           | Rural            | Ranchería           |
| 130570138    | La Mora                                          | 1                | 0.01           | Rural            | Ranchería           |
| 130570147    | Los Arbolitos                                    | 1                | 0.01           | Rural            | Ranchería           |
| 130570061    | Pedernales                                       | 1                | 0.01           | Rural            | Ranchería           |
| 130570083    | Techoapa                                         | 1                | 0.01           | Rural            | Ranchería           |

## Política
Se erigió como municipio el 16 de marzo de 1827. El Ayuntamiento está compuesto por: un presidente municipal, un síndico, ocho regidores, treinta y cuatro delegados municipales y trece comisariados ejidales. De acuerdo al Instituto Nacional electoral (INE) el municipio está integrado por once secciones electorales, de la 1121 a la 1131.
Para la elección de diputados federales a la Cámara de Diputados de México y diputados locales al Congreso de Hidalgo, se encuentra integrado al distrito electoral federal 7 de Hidalgo, y al distrito electoral local 18 de Hidalgo. A nivel estatal administrativo pertenece a la Macrorregión II y a la Microrregión XV, además de a la Región Operativa VII Tulancingo.

### Cronología de presidentes municipales
| Periodo                  | Nombre                        | Afiliación política        |
| ------------------------ | ----------------------------- | -------------------------- |
| 1961-1964                | Germán Ramírez Montaño        | -                          |
| 1964-1967                | Uriel Rodríguez S             | -                          |
| 1967-1970                | Teófilo López García          | -                          |
| 1970-1973                | José Garrido Rodríguez        | -                          |
| 1973-1976                | Gabriel Espinoza Santillán    | -                          |
| 1976-1979                | Miguel Espejel Rodríguez      | -                          |
| 1979                     | Faustino Gómez Aguilar        | -                          |
| 1979-1982                | Samuel López Ortiz            | -                          |
| 1982-1985                | Francisco López García        | -                          |
| 1985-1988                | Jesús Ramírez Sandova         | -                          |
| 1988-1991                | Gabriel Vicente López García  | -                          |
| 1991                     | Avelino Fernández Ruiz        | -                          |
| 1991-1994                | Usiel Rodríguez Santos        | -                          |
| 16/01/1994 al 15/01/1997 | José Guadalupe Godínez Olvera | PRI                        |
| 16/01/1997 al 15/01/2000 | Ángel Taboada Gómez           | PRI                        |
| 16/01/2000 al 15/01/2003 | Mario Cerón Sánchez           | PT                         |
| 16/01/2003 al 15/01/2006 | Esteban Tejeda González       | PVEM                       |
| 16/01/2006 al 15/01/2009 | José Apolinar López Osorio    | PRI                        |
| 16/01/2009 al 15/01/2012 | Román Álvarez Chavarría       | PAN                        |
| 16/01/2012 al 04/09/2016 | José León López               | PRI                        |
| 05/09/2016 al 04/09/2020 | Mario Hugo Olvera Morales     | Un Hidalgo con Rumbo       |
| 05/09/2020 al 14/12/2020 | Pablo Cárdenas Calixto        | Concejo municipal Interino |
| 15/12/2020 al 04/09/2024 | Marcos Miguel Taboada Vargas  | PNAH                       |
| 05/09/2024 al 04/09/2027 | Yazmín Dávila López           | Morena                     |

## Economía
En 2015 el municipio presenta un IDH de 0.683 Medio, por lo que ocupa el lugar 54.º a nivel estatal; y en 2005 presentó un PIB de $538,440,256.00 pesos mexicanos, y un PIB per cápita de $40,968.00 (precios corrientes de 2005).
De acuerdo con el Consejo Nacional de Evaluación de la Política de Desarrollo Social (Coneval), el municipio registra un Índice de Marginación Medio. El 52.3% de la población se encuentra en pobreza moderada y 15.7% se encuentra en pobreza extrema. En 2015, el municipio ocupó el lugar 48 de 84 municipios en la escala estatal de rezago social.
A datos de 2015, en materia de agricultura se encuentra que los cultivos más importantes son el maíz y la cebada grano, destacados por la superficie que utilizan para su cultivo. La cebada en grano, avena forraje, alfalfa verde, frijol, trigo en grano son los cultivos que le siguen. El nopal tunero se cosecha en tierras de temporal. En ganadería destaca el ganado ovino, bovino, caprino, porcino, aves de corral. En silvicultura  la producción más rentable se obtiene del encino principalmente y del pino.
Para 2015 se cuenta con 272 unidades económicas, que generaban empleos para 786 personas. En lo que respecta al comercio, se cuenta con tres tianguis, dos tiendas Diconsa y dos tiendas Liconsa. De acuerdo con cifras al año 2015 presentadas en los censos económicos del INEGI, la Población Económicamente Activa (PEA) del municipio asciende a 5516 personas de las cuales 5296 se encuentran ocupadas y 220 se encuentran desocupadas. El 24.91% pertenece al sector primario, el 32.91% pertenece al sector secundario, el 41.24% pertenece al sector terciario y 0.94% no especificaron.